# Vítor de Tununa

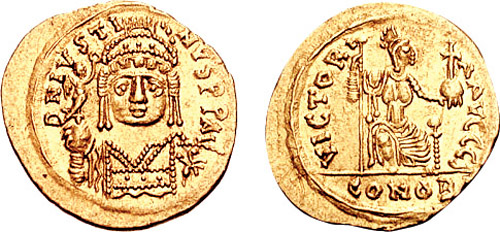
Soldo de r.

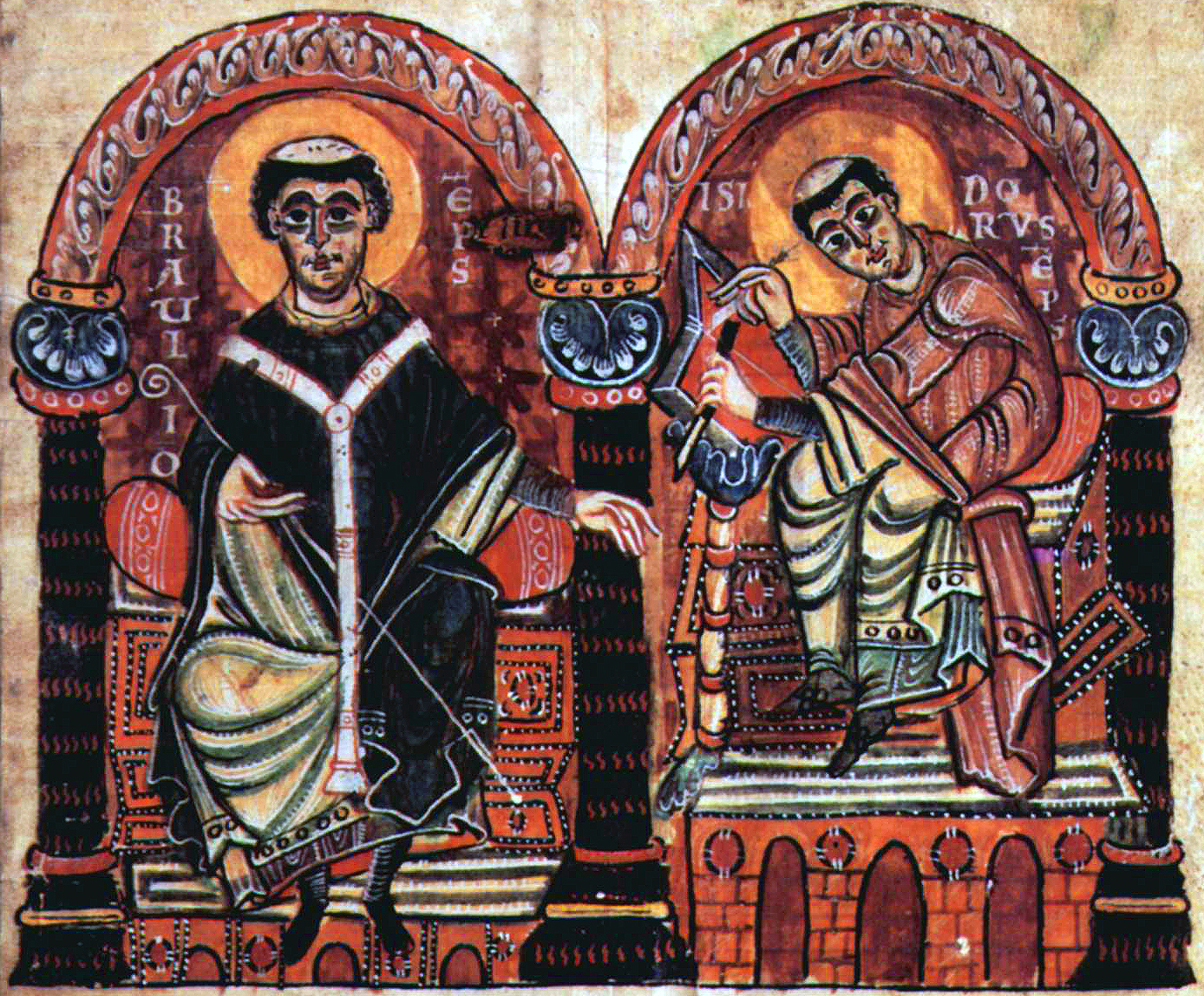
Bráulio de Saragoça e Isidoro de Sevilha numa iluminura medieval

Vítor de Tununa (em latim: Victor Tunnunensis; m. c. 569) foi um bispo bizantino da cidade norte africana de Tununa e cronista da Antiguidade Tardia, considerado um mártir por Isidoro de Sevilha.

## Vida
A pouca informação a respeito de sua vida é oriunda de entradas em sua própria crônica. Era acérrimo apoiante dos Três Capítulos condenados pelo édito de Justiniano (r. 527–565) de 544, e por conta disso foi preso pelo metropolita Primoso de Cartago. A sua primeira prisão foi no mosteiro de Mandrácio, perto de Cartago. Depois foi exilado nas Ilhas Baleares e então no Egito, num mosteiro em Canopo. Em 564/565, Vítor e cinco outros bispos africanos foram convocados diante de Justino II (r. 565–578) e o patriarca Eutíquio (577–582) em Constantinopla e ordenados a se submeterem ao édito imperial. Quando se recusaram a fazê-lo, foram presos em mosteiros diferentes por toda Constantinopla. Vitor morreu cerca de 569, muito provavelmente ainda confinado num mosteiro da capital imperial.

## Obras
Vítor é o quinto autor e continuador da crônica iniciada por Sexto Júlio Africano (c.  160–240), que fora continuada desde o século III por Eusébio de Cesareia (ca.  260/5–339/340), Jerônimo de Estridão (c. 347–420) e Próspero da Aquitânia (ca.  390–455); abrange o período que perpassa da criação do mundo ao ano de 566. Vítor, enquanto em confinamento, escreveu o trecho de 444 a 566. A Crônica tem grande valor histórico, lidando principalmente com a heresia eutiquiana, a controvérsia sobre os Três Capítulos e fornece detalhes a respeito dos arianistas e a invasão dos vândalos. No geral, assuntos da Igreja recebem mais atenção que outros citados na obra. Foi posteriormente continuada até 590 por João de Biclaro, fundador da Abadia de Biclaro no Reino Visigótico, e então por Isidoro de Sevilha, que estendeu-a até 616. Vitor é também provavelmente autor de Sobre a Penitência (em latim: De Poenitentia), um tratado anteriormente atribuído a Ambrósio de Milão e impresso por Migne, embora por vezes atribua-se a autoria deste tratado a outro bispo, Vítor de Cartena.